# Neptune Beach
Neptune Beach è un comune degli Stati Uniti d'America, situato nella contea di Duval, nello Stato della Florida. Ha mantenuto una sua indipendenza amministrativa anche dopo che, nel 1968, Jacksonville ha ottenuto lo status di città consolidata, unendo quindi il governo cittadino al governo della contea di Duval, interamente occupata dalla sua area metropolitana. Insieme a Neptune Beach, hanno mantenuto la propria amministrazione le sole Atlantic Beach, Jacksonville Beach e Baldwin. Secondo l'U.S. Census Bureau, sulla base del censimento, nel 2000 la popolazione era di 7.270 abitanti.
Neptune Beach fece parte di Jacksonville Beach fino al 1931 quando i residenti votarono per separarsi e incorporarsi come propria cittadina. Il nome "Neptune Beach" fu per la prima volta usato nella zona nel 1922 quando uno dei pochi residenti costruì la sua stazione ferroviaria, "Neptune", richiedendo ai treni di fermarsi e portarlo fino a Mayport tutti i giorni.
Neptune Beach fa parte della comunità delle cosiddette Jacksonville Beaches.

## Geografia fisica
Neptune Beach si trova a 30°18'60 Nord, 81°24'11 Ovest.
Secondo l'U.S. Census Bureau, la città ha un'area totale di 17,7 km². Dei quali, 6,3 km² su terraferma e 11,4 km² di acque interne (64,28% del totale).

## Società

### Evoluzione demografica
Secondo il censimento del 2000, ci sono 7.270 abitanti, 3.282 persone che vivono nella stessa casa e 1.857 famiglie residenti nella città. La densità di popolazione è 1.145,7/km². Ci sono 3.472 unità abitative per una densità media di 547,2/km². La composizione razziale della città è 96,08% bianchi, 0,73% afroamericani, 0,40% nativi americani, 1,03% asiatici, 0,06% isolani del Pacifico, 0,52% di altre razze e 1,18% di due o più razze. Il 2,09% della popolazione è ispanica o latina di qualsiasi razza.
Ci sono 3.282 persone che vivono nella stessa casa delle quali il 24,2% ha bambini al di sotto dei 18 anni che vivono con loro, 44,9% sono coppie sposate che vivono insieme, 8,2% hanno un capofamiglia femmina senza marito presente e 43,4% non sono considerate famiglie. Il 31,3% di tutte le persone che vivono nella stessa casa è composta da individui singoli e 7,7% sono persone che vivono da sole che hanno dai 65 anni in su. La misura media di una casa in cui vivono più persone è 2,22 e la misura media di una famiglia è 2,85.
Nella città la popolazione è distribuita con il 19,3% al di sotto dei 18 anni, 8,4% dai 18 ai 24, 33,3% dai 25 ai 44, 26,9% dai 45 ai 64 e 12,1% dai 65 anni in su. L'età media è 39 anni. Per ogni 100 femmine ci sono 103,8 maschi. Per ogni 100 femmine dai 18 anni in su ci sono 99,7 maschi.
Il reddito medio per delle persone che vivono nella stessa casa nella città è di $53.576 e il reddito medio per una famiglia è $65.684. I maschi hanno un reddito medio di $43.431 contro $30,264 per le femmine. Il reddito pro capite per la città è di $30.525. Il 2,5% della popolazione e 1,9% delle famiglie sono al di sotto del livello di povertà. Tra la popolazione totale, 1,8% di quelli al di sotto dei 18 anni e 2,9% di quelli dai 65 anni in su vivono al di sotto del livello di povertà.